# Mutin (champignon)
Mutinus
Pour les articles homonymes, voir Mutin (homonymie).
Genre
Mutinus est un genre de champignons basidiomycètes de la famille des Phallaceae dans l'ordre des Phallales, qui regroupe une dizaine d'espèces d'aspect phallique, souvent malodorantes, décrites pour la première fois par Elias Magnus Fries en 1849.  Sans véritable « chapeau », la « tête » sporophore est en continuité avec le stipe. Autrement dit, la gléba recouvre une plus ou moins grande partie du sommet de la tige. 

## Nomenclature et historique du genre
La première description binominale de l'espèce type du genre Mutinus est due au botaniste britannique William Hudson en 1778, sous le basionyme de Phallus caninus Huds., Flora anglica, Edn 2 2: 630. Il est sanctionné par Persoon Cynophallus caninus (Huds.) Fr., Outlines of British Fungology: 298 (1860)
Le nom Mutinus a fait l'objet d'une mesure de conservation : Nom. cons., Art. 14.

## Systématique confuse
Les récoltes européennes du genre Mutinus ont été souvent confondues à cause de caractères morphologiques contradictoires, notamment M. ravenelii et M. caninus, parfois même mettant en doute l'existence de ce dernier comme bonne espèce. De même, M. ravenelii a parfois été pris par erreur pour une forme à stipe rose de M. elegans (Phillips 1991). 

## Noms savants et vernaculaires

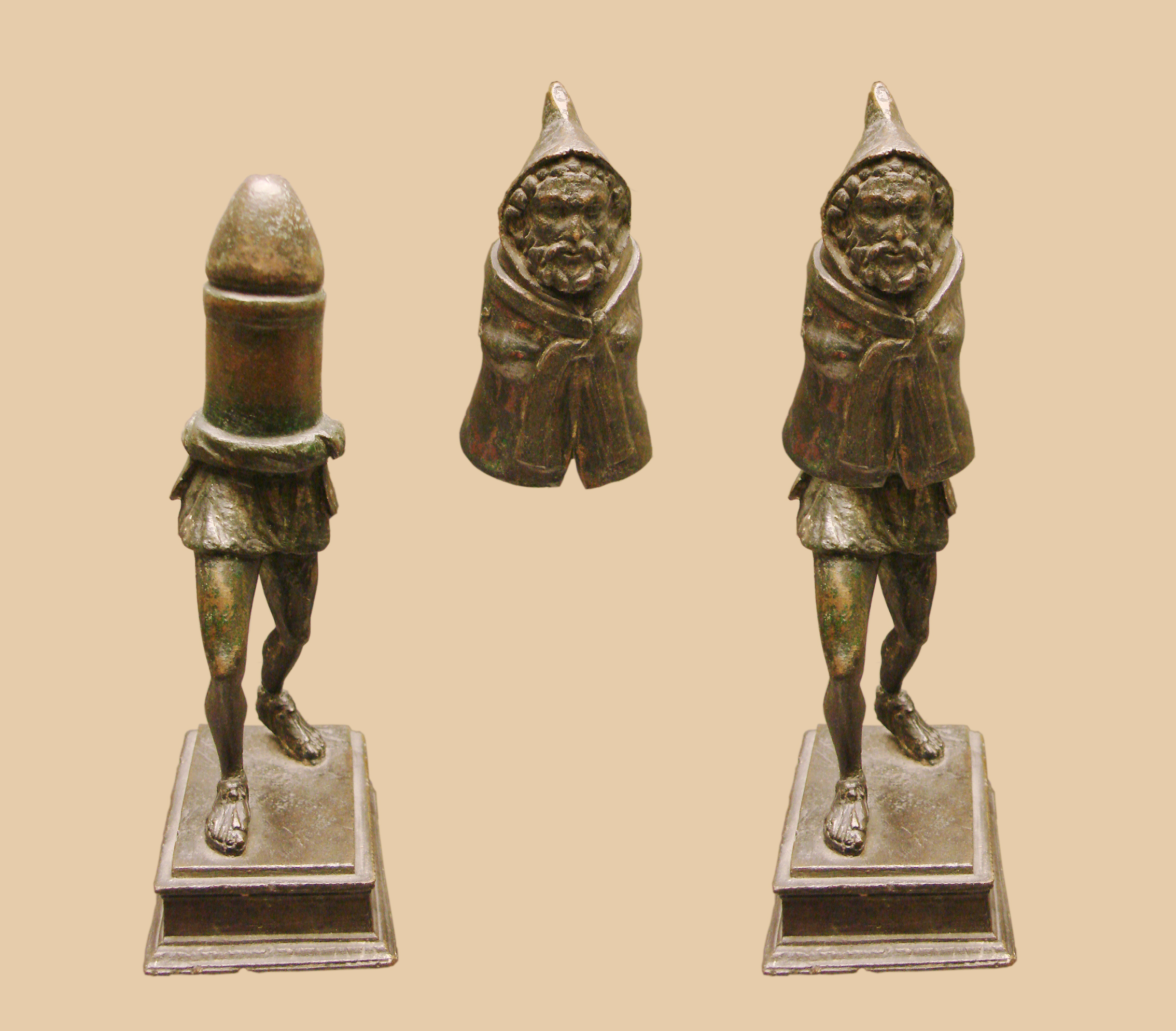
Statuette du dieu Priape (Ier siècle), Amiens, Musée de Picardie.

Les noms de genre Mutinus et Ityphallus sont tirés du nom latin de la divinité romaine Mutinus, correspondant à Priape dans la mythologie Grecque, caractérisée par un phallus (pénis symbolique) en érection constante. On appelle Ithyphalle une amulette phallique, portée autour du cou chez les Romains, à fonction apotropaïque, contre le mauvais œil. De même que les phallus, parfois ailés ou munis de clochettes (tintinnabulum), que les Romains suspendaient à l'entrée des maisons, dont on peut voir des exemples au Musée archéologique national de Naples.
Mutinus elegans, sur un plan littéraire, « rebelle, mutin », en raison de la force suggestive de son érection, qui attente à la pudeur, et elegans, sans doute en raison de ses belles couleurs .
- Anglais : Elegant stinkhorn, Dog stinkhorn, Devil's dipstick.
- Japonais : タヌキノベニエフデ, 狸紅絵筆 (prononcé « Tanuki-no-béni-éfudé » signifie « Pinceau rouge de tanuki ») .
- C'est également l'étymologie retenue par Imazeki pour le mot také (= « champignons en général », dans les mots composés):  Také 菌, 茸, 蕈.  Ce mot serait, selon le Daigenkaï, l'abbrévation de takéri, ancien terme pour désigner l'organe mâle, association que l'on retrouve dans de nombreuses civilisations. Takéri est dérivé du verbe takéru, deux mots tombés en désuétude. Takéru a survécu dans les départements de Hiroshima, Shimané, Yamaguchi, Gifu, Tokushima, Ôtsu et Fukuoka avec le sens de « crier » ou « élever la voix, parler à haute voix »; à Mié, Wakayama, Ôsaka, Tokushima et Kôchi sous le sens de « croître, grandir, pousser »; à Niigata et Mié au sens de « gronder, sermonner », et à Miyagi  signifiant « copuler, être en rut ».  Takéru semble avoir été une variante du verbe taku, signifiant « croître, pousser haut, atteindre la croissance optimale », mais aussi « devenir furieux, rugir, exceller », et cætera. Dans certains usages contemporains, také signifie aussi « haut ». Tous ces sens ont en commun l'idée de « vitalité vigoureuse ».  Le mot japonais désignant le bambou est également také, et les philologues nous disent qu'il a la même origine, bien que s'écrivant différemment en caractères sino-japonais 竹. On comprend aisément pourquoi le bambou, à croissance rapide, a été nommé ainsi. Quand les caractères chinois ont été introduits au Japon, le champignon také et le bambou také ont été différenciés en leur attribuant des caractères distincts. Také est un mot plus ancien que kinoko. On trouve le premier dans le Shinsen Jikyô, le plus ancien dictionnaire de Kanjis existant dans son intégralité, publié vers l'an 900 A.D. dans le traité d'herboristerie Honzô Wamyô, ainsi que dans le lexique classifié Wamyô Ruishûshô , publié quelques années plus tard, aucun de ces deux ouvrages ne mentionnant le mot kinoko. Také pour le bambou est attesté dans le Kojiki, qui fut achevé en 712 A.D., et apparaît également dans le Wamyô Ruishûshô.     En japonais standard, on trouve také combiné dans les mots composés formant des noms d'espèces de champignons, comme matsu-také (= « champignon du pin »)  ou hatsu-také (= « champignon précoce »). D'après le dictionnaire complet des dialectes du Japon, de Misao Tōjō (1951), le terme est encore utilisé seul pour désigner les champignons en général, dans les départements de Nara, Tottori, Hyôgo, Shimané, Ehimé, et Ôïta.

## Classification "morphologique"

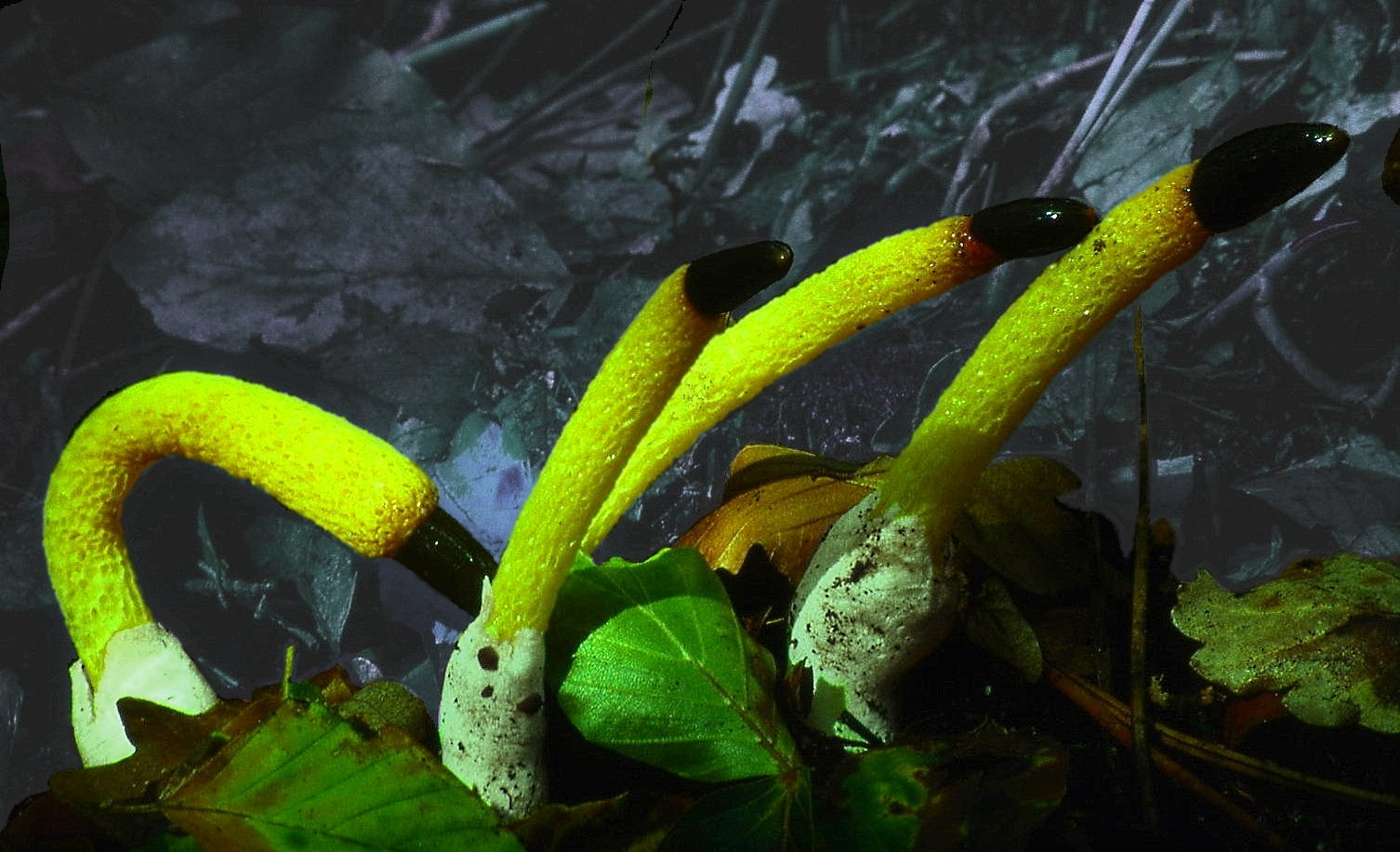
Mutinus caninus

Contrairement aux Phallus, les espèces du genre Mutinus n'ont pas de chapeau distinct et la gléba recouvre plus ou moins la partie supérieure du réceptacle (stipe) ,.
Mutinus caninus est assez commun en Europe. Satyre du chien. Pas de chapeau mais capité par une "tête" orangé (sous la gléba) délimitée par un léger renflement, avec dépression.
Mutinus elegans
Mutinus ravenelii

## Galerie

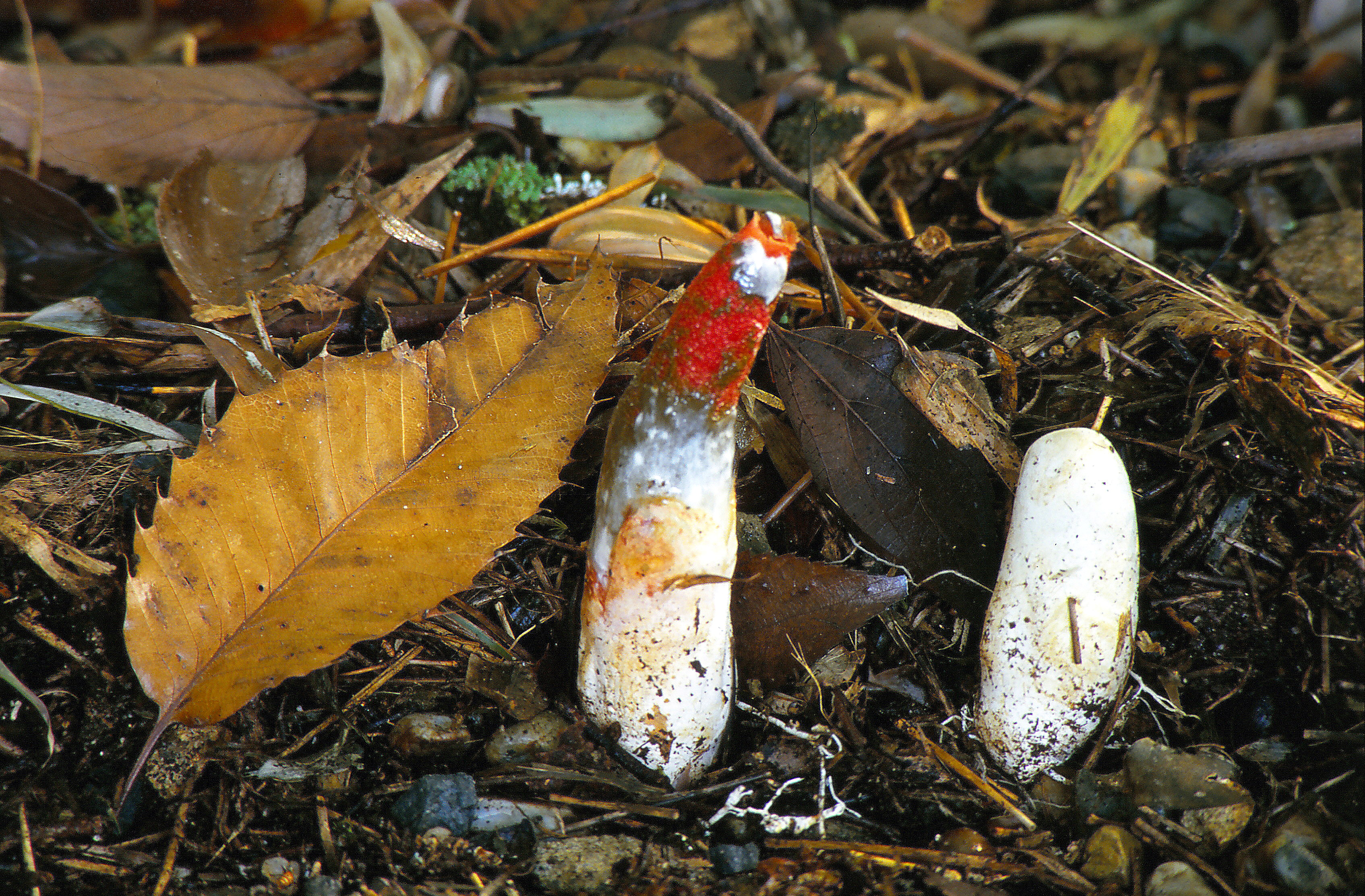
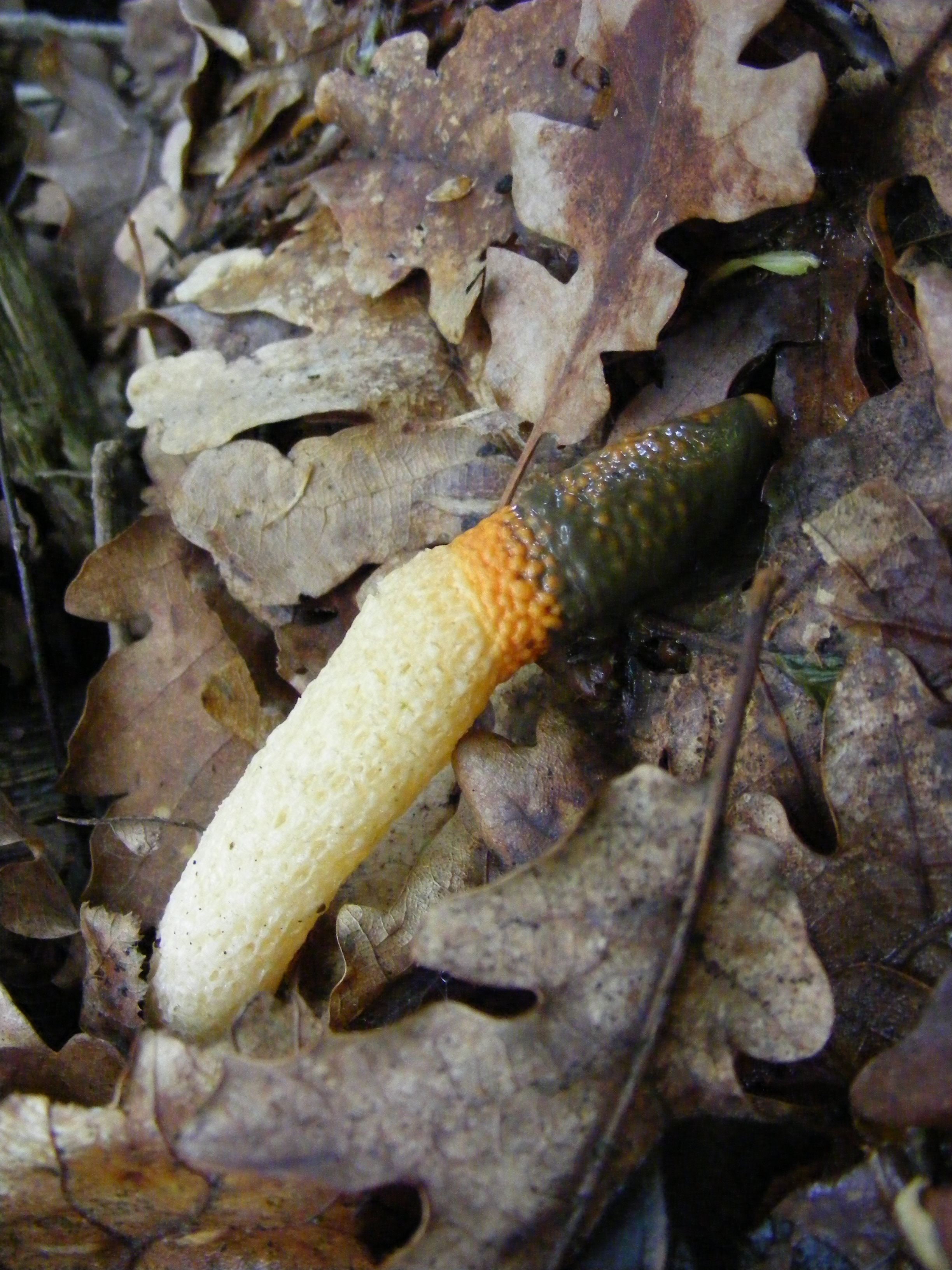
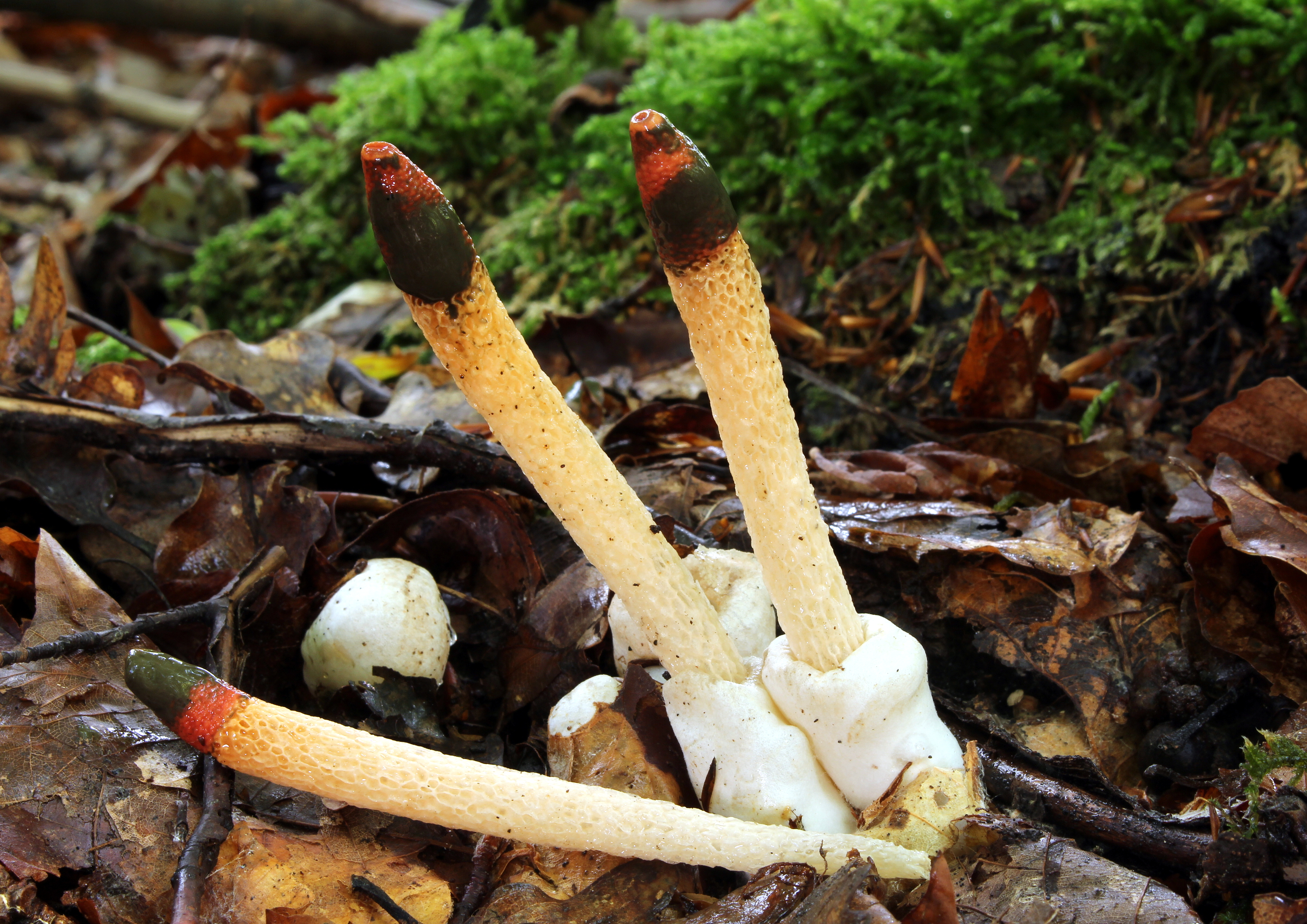
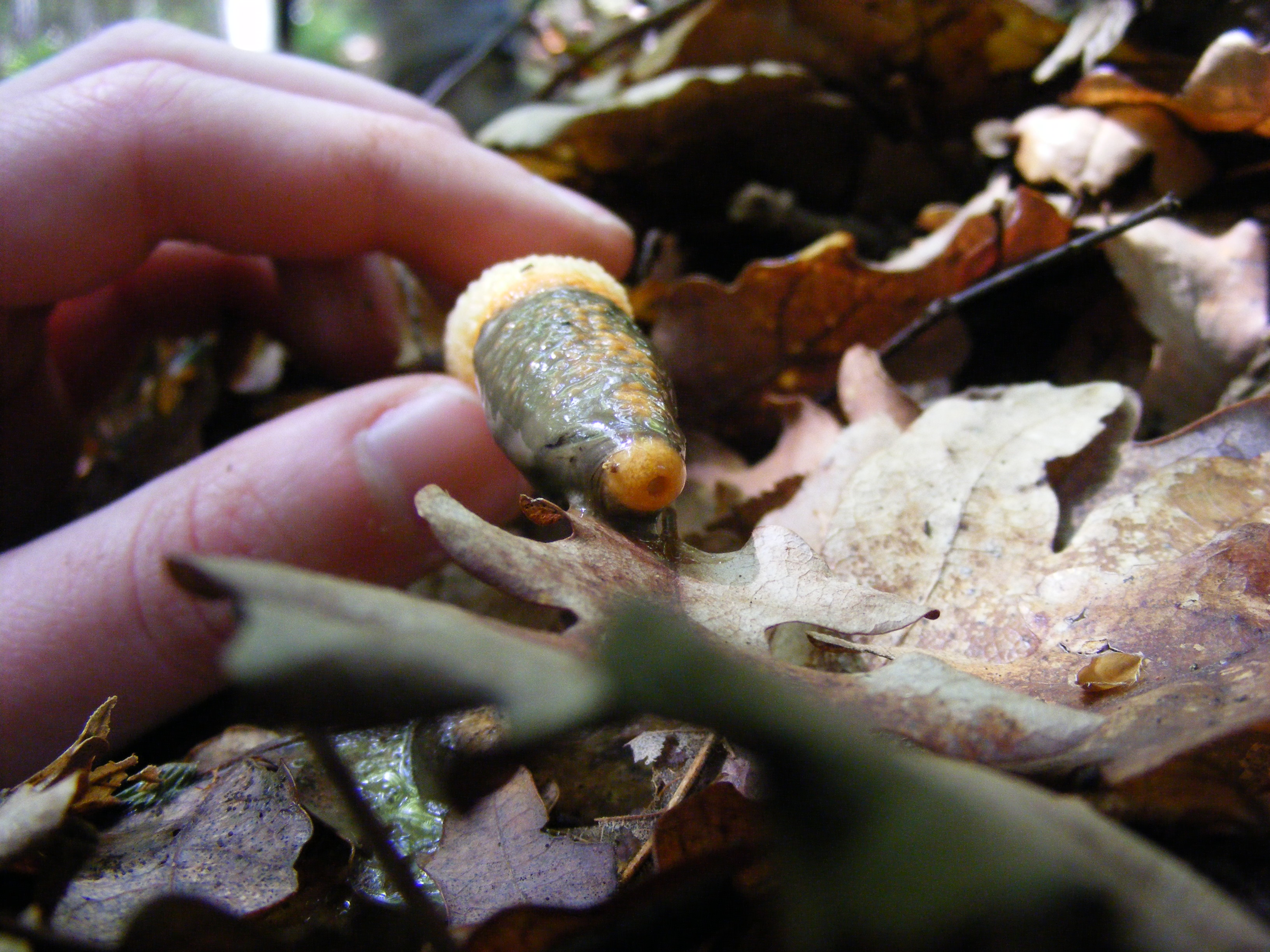
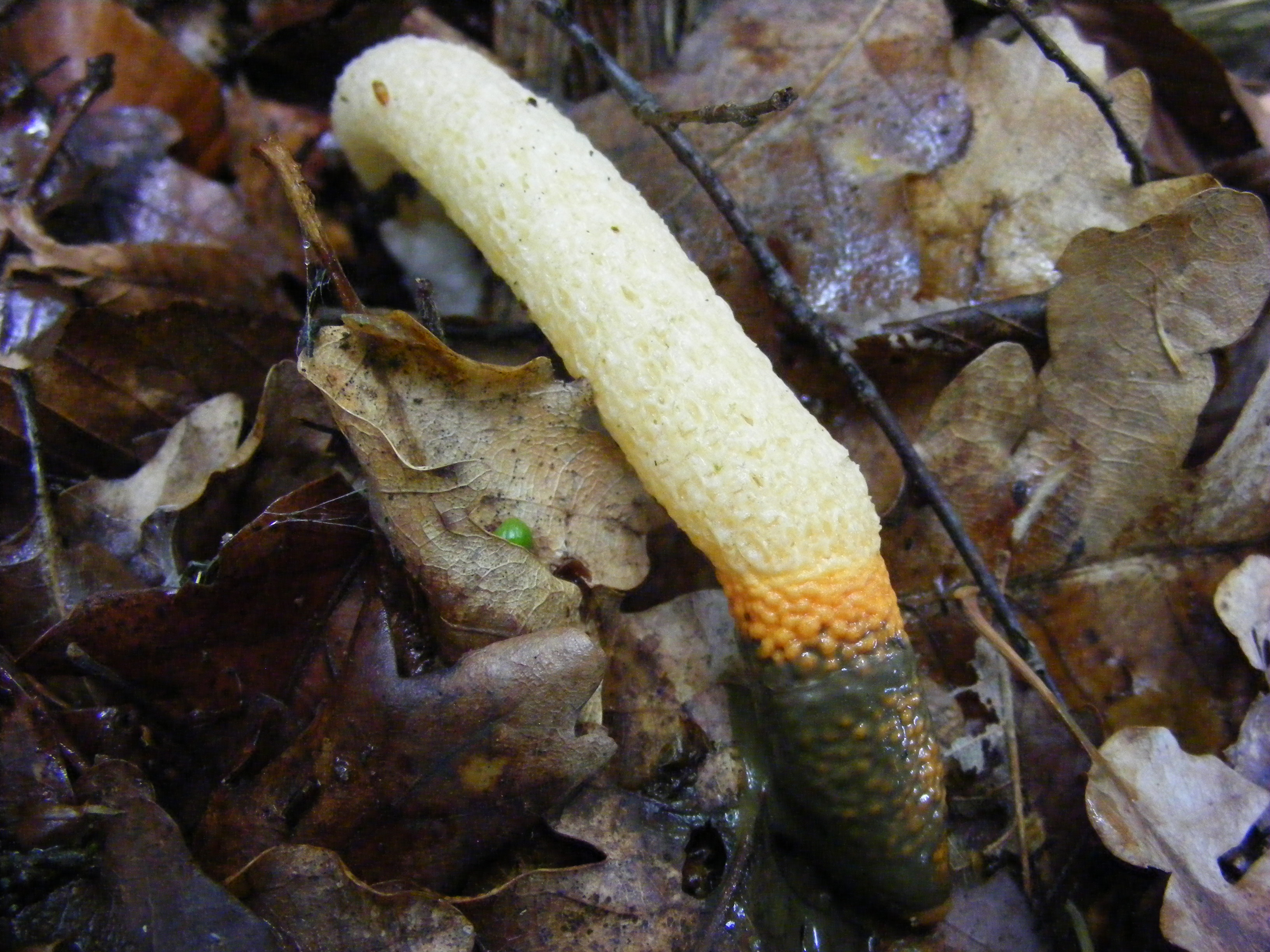
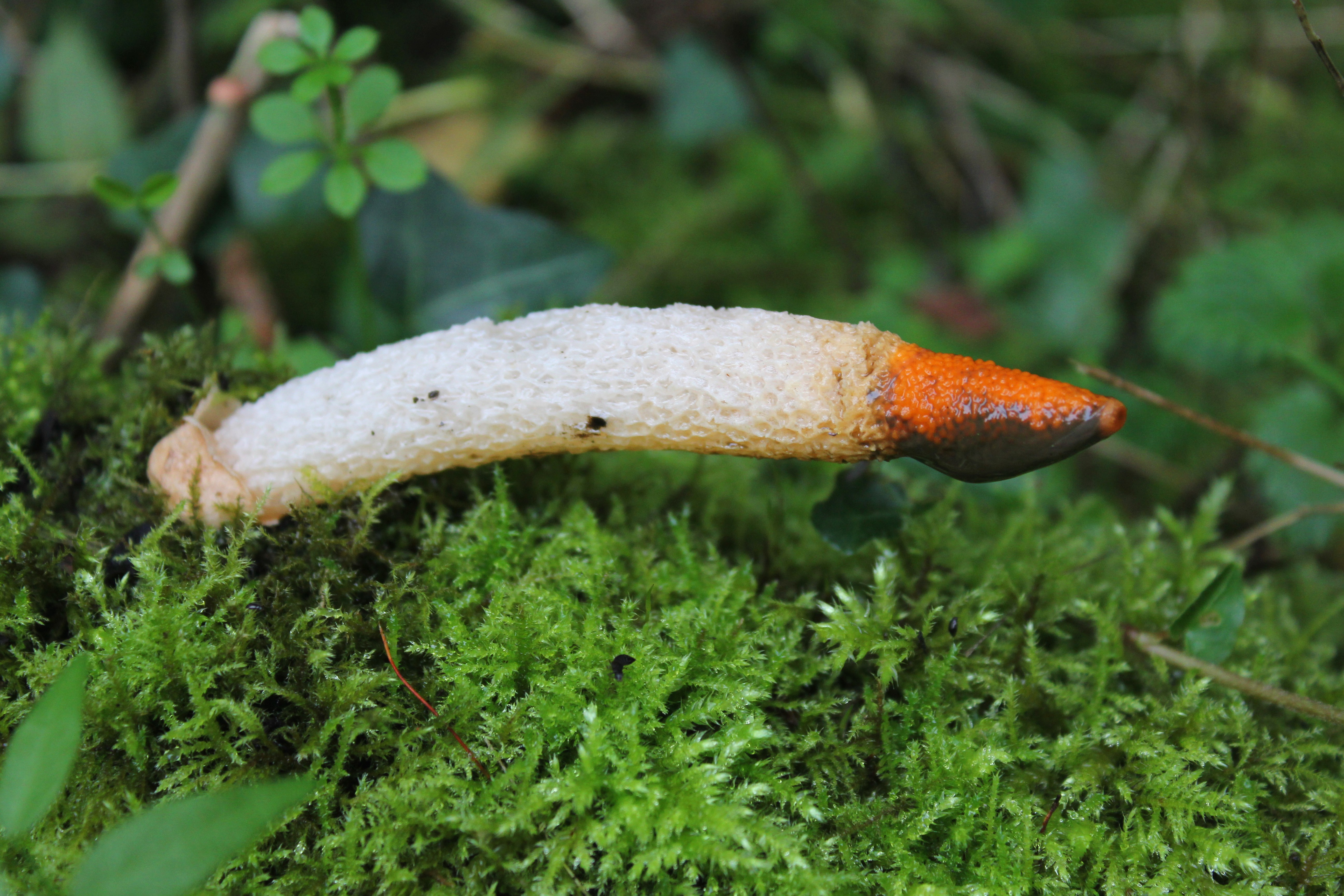
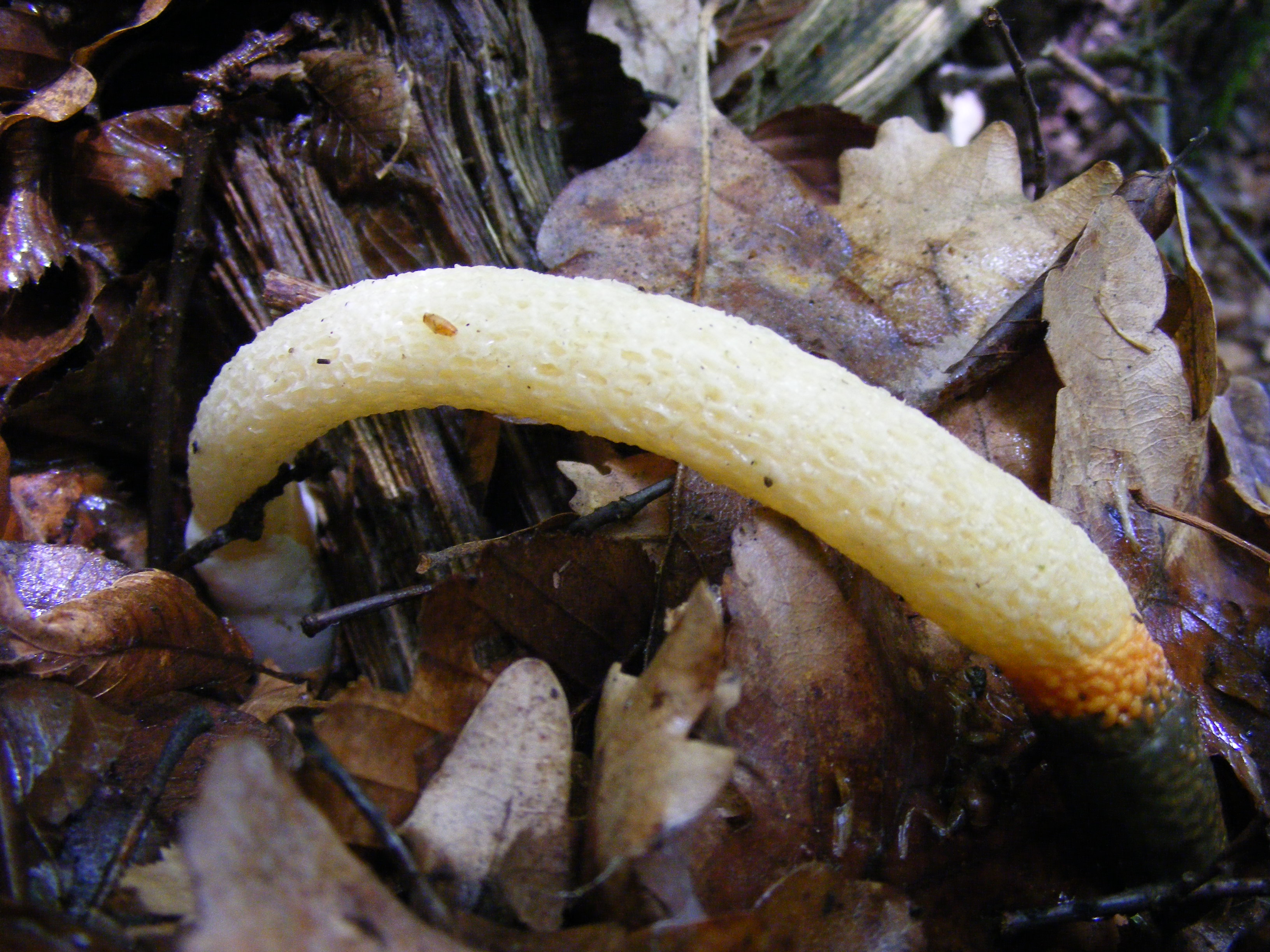

## Liste d'espèces

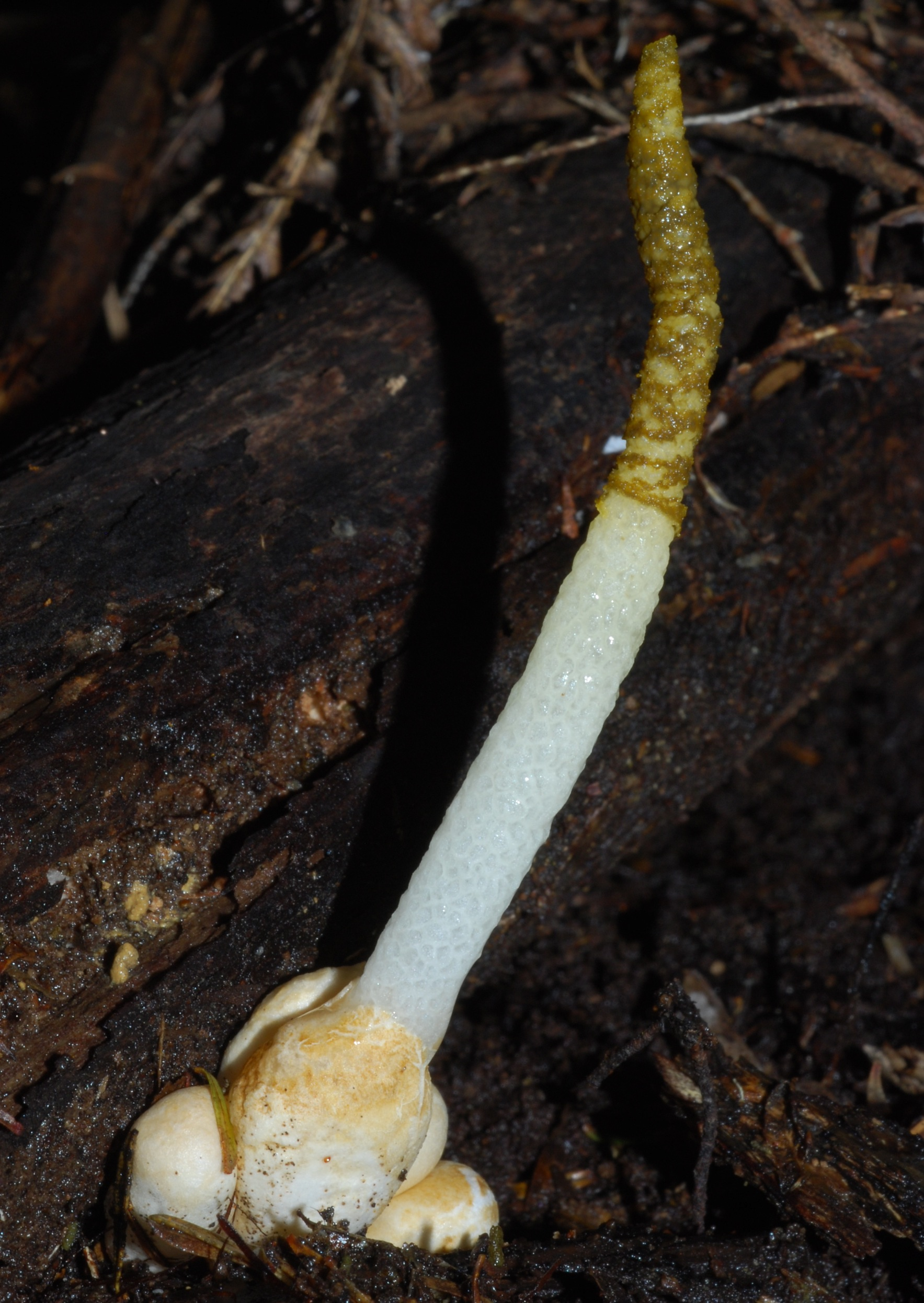
Mutinus borneensis Auckland, New Zealand

- Mutinus albotruncatus
- Mutinus bambusinus
- Mutinus caninus
- Mutinus elegans
- Mutinus fleischeri
- Mutinus ravenelii
- Mutinus verrucosus